# Малий Рамил
Малий Рами́л (рос. Малый Рамыл) — присілок у складі Тугулимського міського округу Свердловської області.
Населення — 19 осіб (2010, 31 у 2002).
Національний склад станом на 2002 рік: росіяни — 100 %.